# Lewis Mosoti
Lewis Mosoti (1985) è un ex mezzofondista keniota.

## Biografia
Nel 2012 ha vinto una medaglia di bronzo ai campionati africani nei 10000 m piani, con un tempo di 27'22"54 (che è anche il suo miglior risultato cronometrico in carriera sulla distanza).

## Palmarès
| Anno | Manifestazione | Sede       | Evento        | Risultato | Prestazione | Note                          |
| ---- | -------------- | ---------- | ------------- | --------- | ----------- | ----------------------------- |
| 2012 | Africani       | Porto Novo | 10000 m piani | Bronzo    | 27'22"54    | Miglior prestazione personale |

## Campionati nazionali
2012
- Argento ai campionati kenioti, 10000 m piani - 27'53"94